# Westborough (Lincolnshire)
Westborough is een dorp in de civil parish van Westborough and Dry Doddington, in het bestuurlijk gebied South Kesteven in het Engelse graafschap Lincolnshire. Het ligt 1,6 km ten oosten van de A1 en Long Bennington, en 10 km ten noorden van Grantham. In 1921 had het dorp een bevolking van 132. Op 1 april 1931 werd het dorp afgeschaft en samengevoegd met Dry Doddington om "Westborough en Dry Doddington" te vormen.